# Yeunten Ling
Yeunten Ling is een Tibetaans boeddhistisch instituut in Hoei in de provincie Luik in België. Het is een van de grootste boeddhistische Dharma-centra van Europa. Het centrum maakt deel uit van het Tibetaans Instituut.
De naam van het centrum betekent Tuin van de Kwaliteiten en werd aan het centrum gegeven door Karma Rangyung Künkhyab Trinley, de Kalu Rinpoche die meerdere centra in Europa stichtte. Het centrum is gericht op intensieve retraites en stages.
Het centrum is gevestigd op het domein van het kasteel van Fond l'Evêque, een historische locatie, waar volgens de overlevering de Maastrichtse bisschop Joannes Agnus zou hebben gewoond. In de 15e eeuw stond hier een eenvoudig kasteel, dat in de 16e eeuw eigendom was van Martin Badin de Hosten, schepen van Hoei. In 1921 liet de bankier Charles Fabry een deel van de gebouwen slopen en verbouwde de overgebleven delen tot het huidige kasteel, waarin echter nog grote delen van het 17e en 18e-eeuwse gebouw bewaard zijn gebleven. Ook de toegangspoort uit 1793 is nog bewaard gebleven. Het domein ligt aan de rand van het bos van Tihange.
Achter het kasteel bevindt zich een grote tempel in Tibetaanse stijl. Er zijn ook eenvoudige gastenkamers voor de deelnemers aan de trainingen.
In het centrum Yeunten Ling wordt elke eerste of tweede zondag van september het Feest van het Boeddhisme gehouden, een gezamenlijk initiatief van de verenigingen die aangesloten zijn bij de Belgische Unie van het Boeddhisme. Dit feest trekt jaarlijks veel bezoekers.

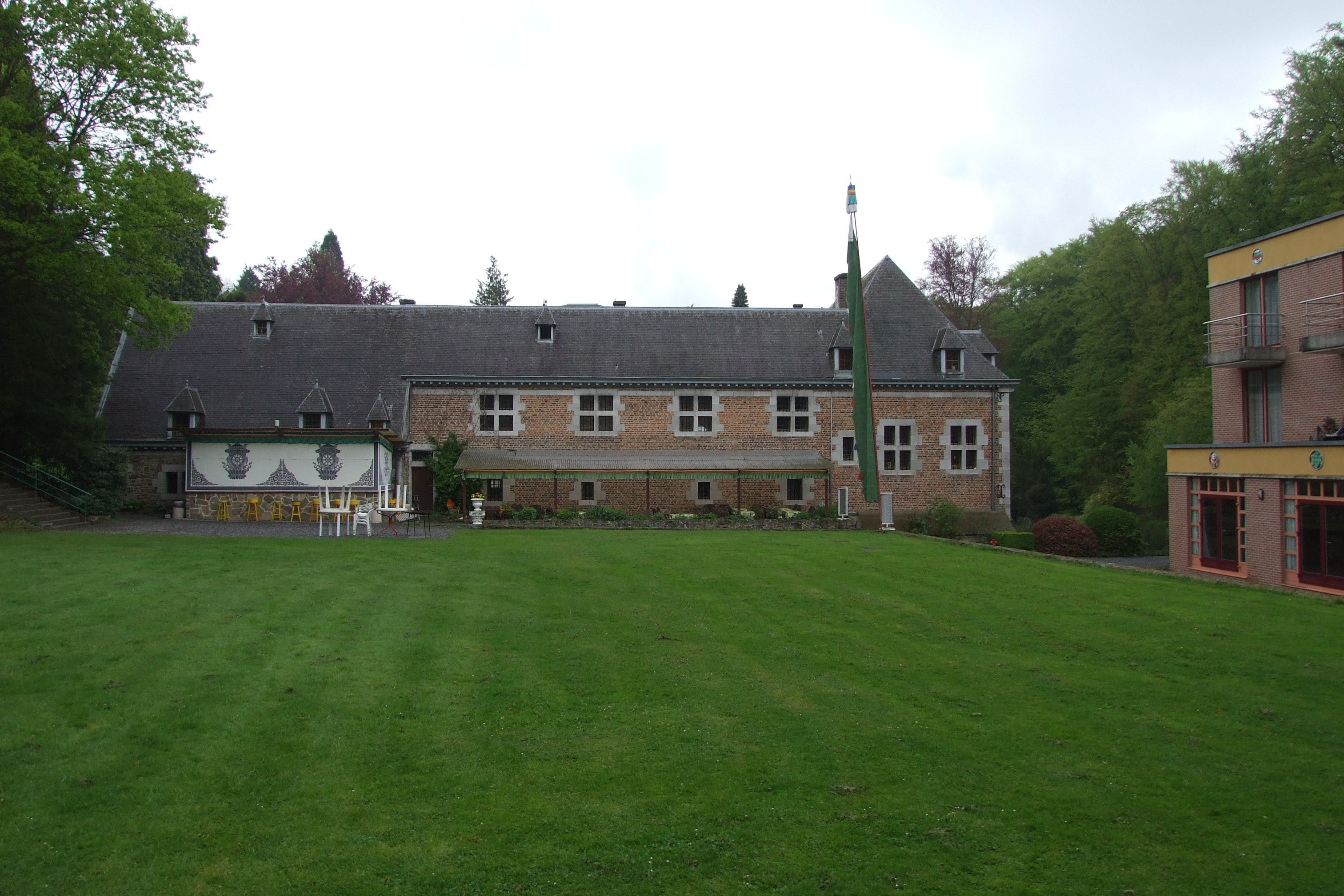
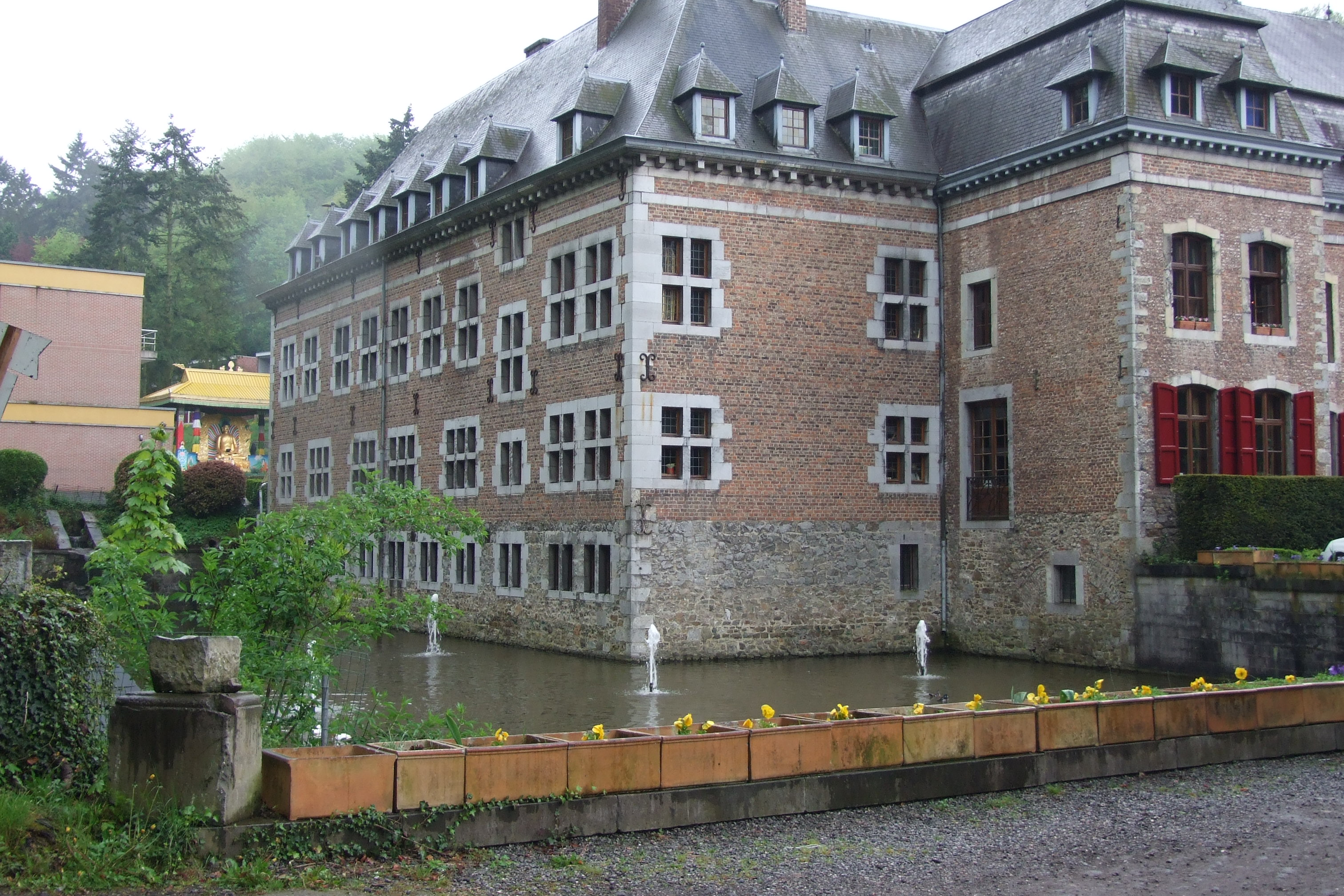
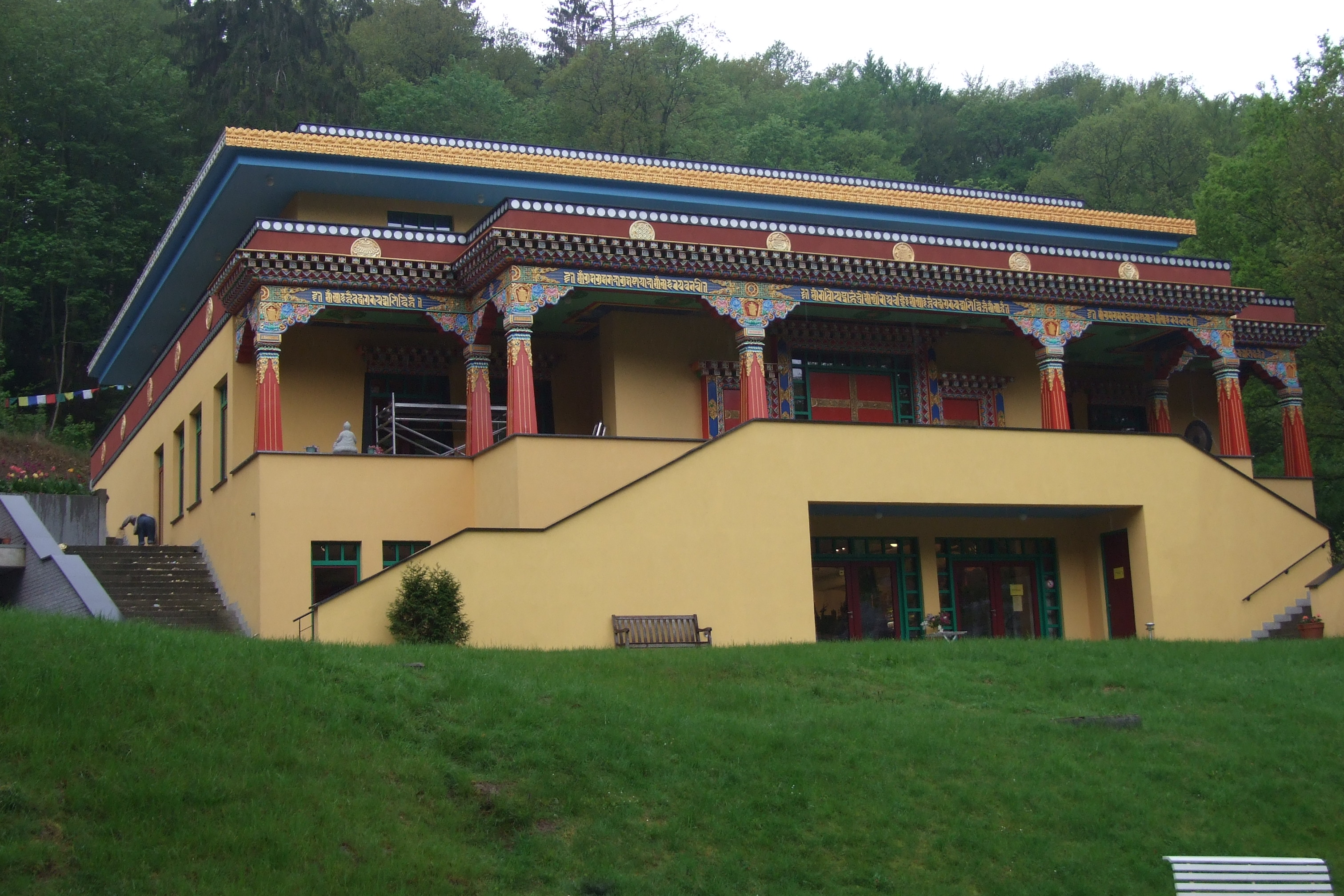
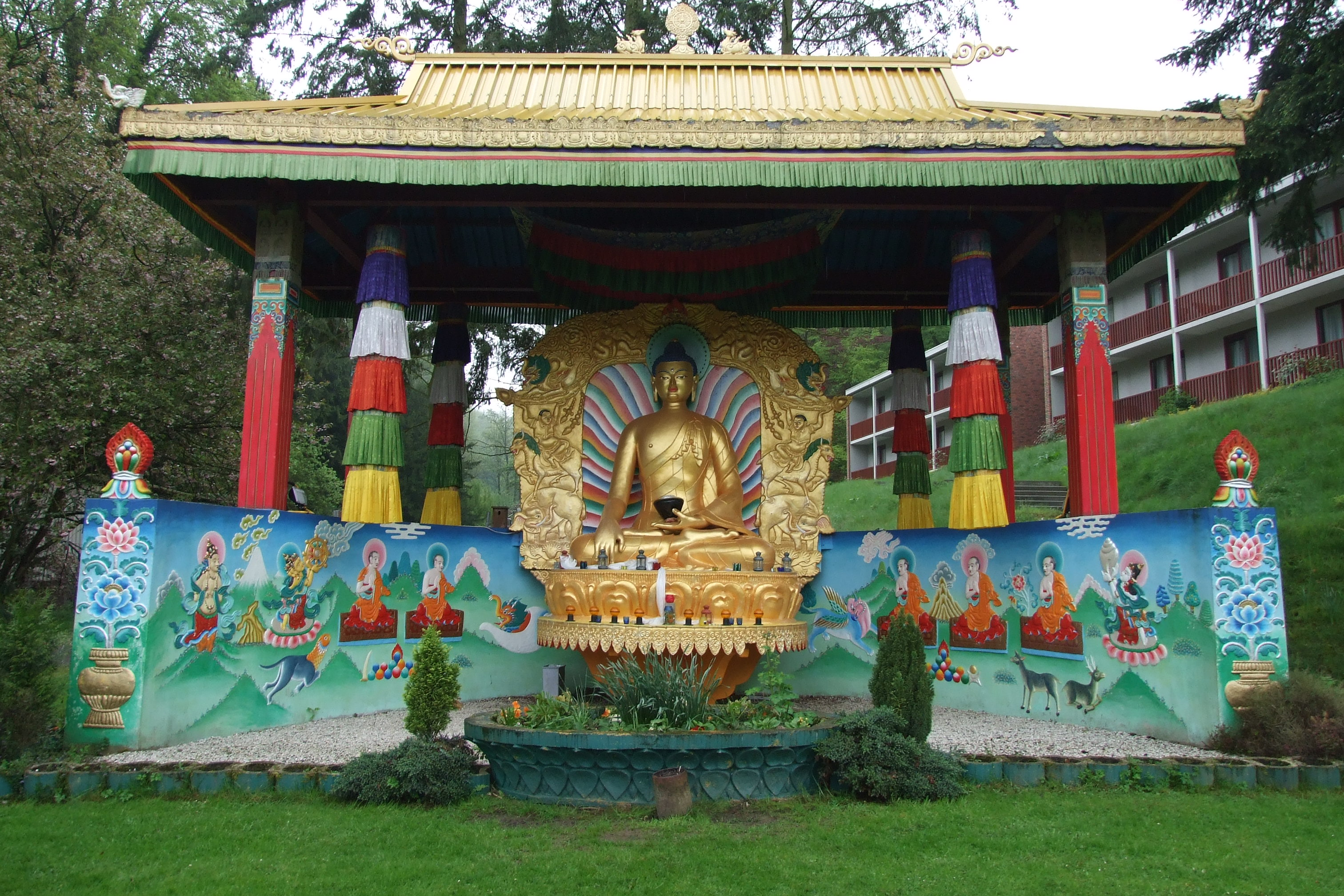
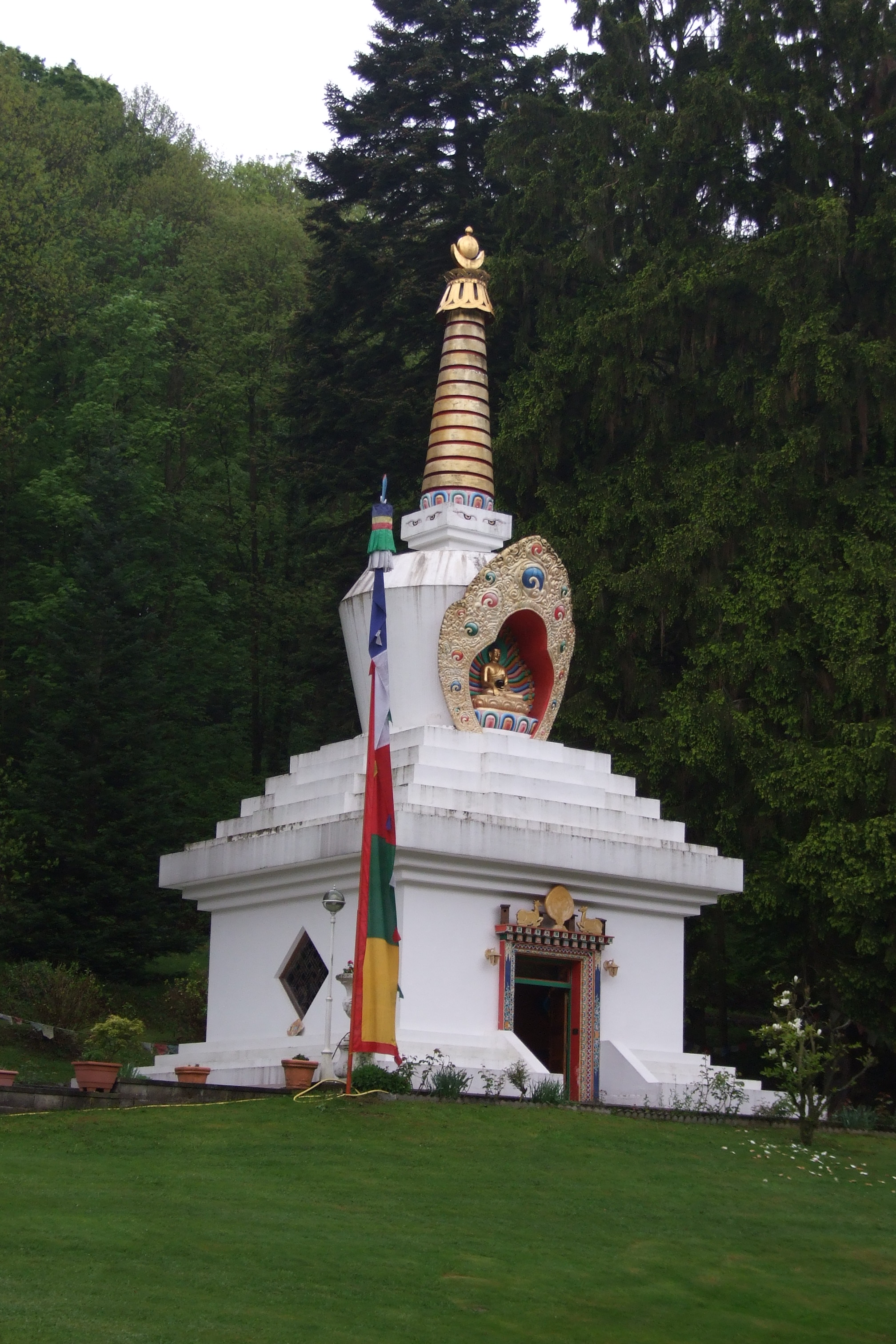
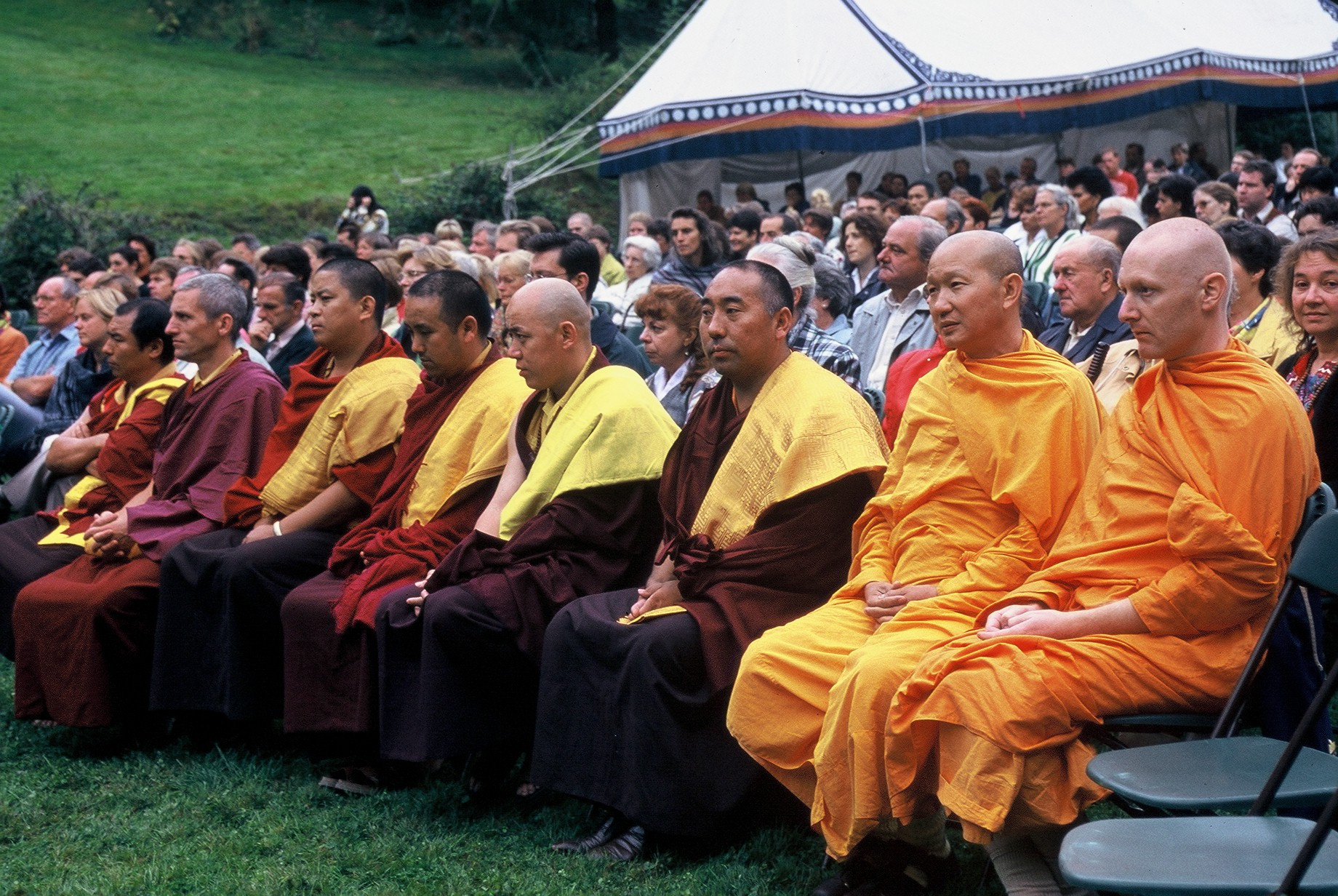